# Dombiratos
Dombiratos é um município da Hungria, situado no condado de Békés. Tem 18,3 km² de área e sua população em 2015 foi estimada em 577 habitantes.